# Nature Portfolio
Nature Portfolio (abans conegut com a Nature Publishing Group i Nature Research) és una divisió de la companyia editorial científica internacional Springer Nature que publica revistes acadèmiques, revistes, bases de dades en línia i serveis en ciència i medicina.
La publicació insígnia de Nature Research és Nature, una revista setmanal multidisciplinària publicada per primera vegada el 1869. També publica les revistes de recerca titulades Nature, les revistes Nature Reviews (des del 2000), revistes acadèmiques propietat de la societat i una sèrie de revistes d'accés obert, com Scientific Reports i Nature Communications. Springer Nature també publica Scientific American en 16 idiomes, una revista destinada al gran públic.
El 2013, abans de la fusió amb Springer i la creació de Springer Nature, el propietari de Nature Publishing Group, Holtzbrinck Publishing Group, va comprar una participació de control a Frontiers. Abans que Springer Nature es constituís el 2015, Nature Research (com a Nature Publishing Group) formava part de Macmillan Science and Education, una filial de propietat total de Holtzbrinck Publishing Group.

## Productes

### Revistes
Al febrer de 2020, Nature Research publica 156 revistes acadèmiques. L'antiga sèrie Nature Clinical Practice es va canviar de nom i es va incorporar a la sèrie Nature Reviews l'abril de 2009. També publiquen la sèrie npj (Nature Partner Journals).

### Llibres de text
El 2011, Nature va llançar la seva primera línia de llibres de text electrònics per al mercat universitari, començant per Principis de biologia, que va ser adoptat per la Universitat Estatal de Califòrnia. La línia de llibres de text ha estat descrita per Vikram Savkar, vicepresident sènior i director de publicacions de l'aleshores Nature Publishing Group, com un possible trencament del model tradicional de publicació de llibres de text.